# Cathédrale d'Images

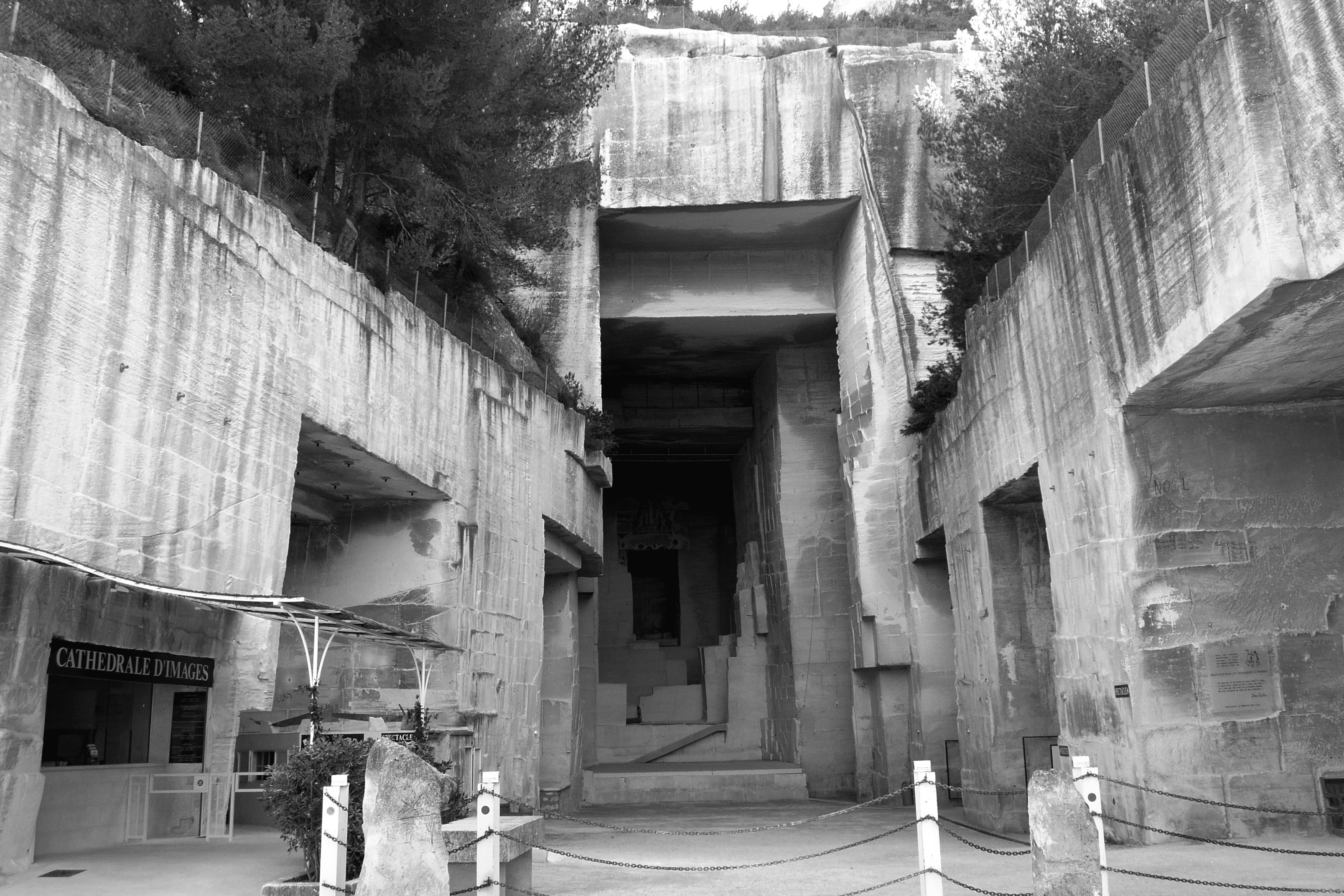
Entrée Jean Cocteau die leidt naar de Cathédrale d'Images

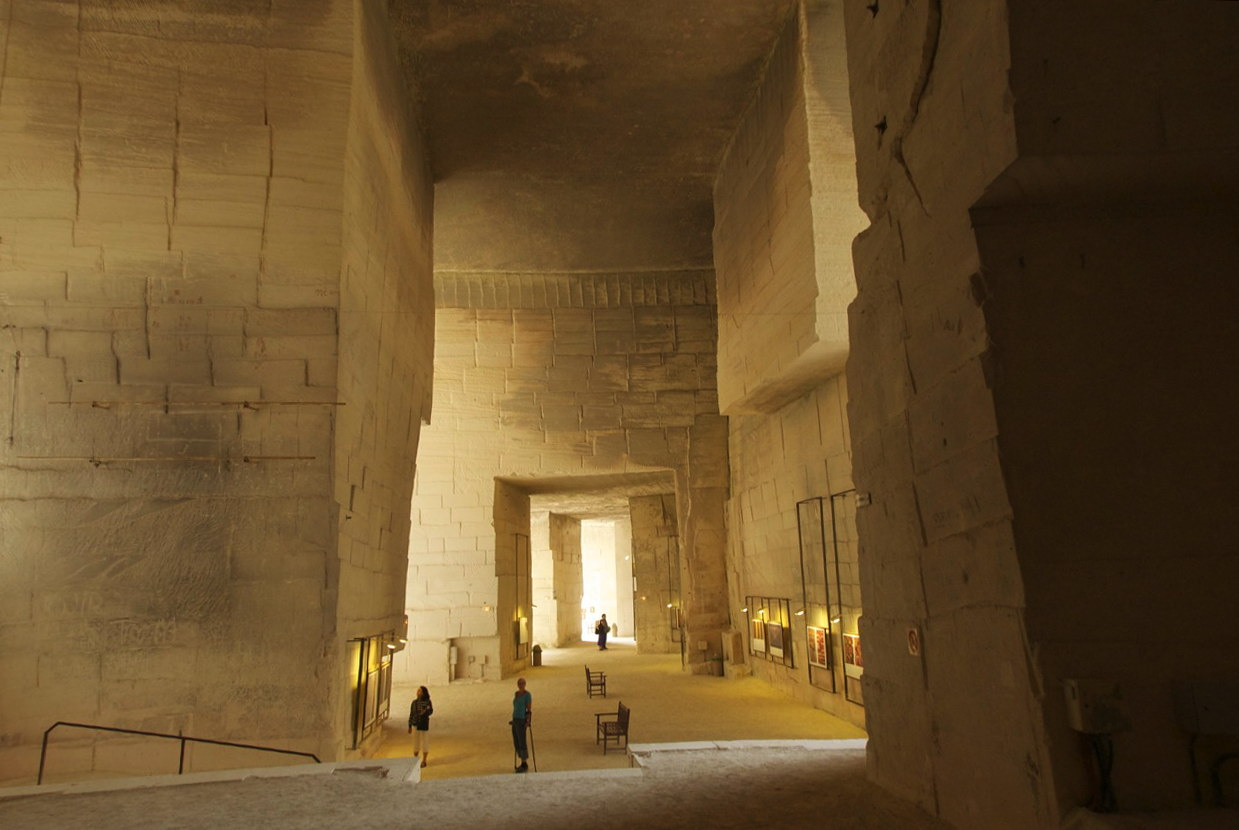
Cathedrale d'Images, noordelijke zaal

De Cathédrale d'Images (kathedraal van de beelden) is een permanente vertoning, opgericht in 1976 in Les Baux-de-Provence (Bouches-du-Rhône, Provence-Alpes-Côte d'Azur
), waar beelden op groot formaat worden geprojecteerd op de muren van immense stenen ruimten, uitgegraven in de rotsen van de Val d’Enfer (Vallei van de Hel), aan de weg naar Maillane. De Cathédrale d'Images wordt beheerd door een privébedrijf op basis van een commerciële lease vanuit het gemeentehuis van Les Baux-de-Provence in 1989 (vernieuwd in 1999). Het oppervlak van de muren omvat 4000m². De Cathédrale d'Images is opgericht door Albert Plécy die er de ruimte vond voor zijn "totale visuele beleving". Na aanzienlijke investeringen biedt de Cathédrale d'Images in hoge zalen, op muren en pilaren van ongerepte kalksteen die dienen als een driedimensionaal scherm, een magische projectie van reusachtige dia's waar de kijker wordt ondergedompeld in een visuele en muzikale show.
Elk jaar is er een nieuwe show, gerelateerd aan een specifiek thema.

## Locatie
De Cathédrale d'Images bevindt zich in de Provence, dicht bij Les Baux-de-Provence, langs de departementale weg D27.

## Conflict tussen de Cathédrale d'Images en Les Baux de Provence
In augustus 2008 ontstond er een conflict tussen de werkmaatschappij die de Cathédrale d'Images exploiteert en het gemeentebestuur van Les Beaux.
Begin 2011 meldde de site van de Cathédrale d'Images:

"Door een rechterlijke beslissing, is de Cathédrale d'Images gestopt.
Het spijt ons, maar voor nu zullen er geen vertoningen meer plaatsvinden."

## Heropening
In 2012 is de locatie heropend onder de naam "Carrières de Lumières" met de presentatie "Gaugin, Van Gogh, les peintres de la couleur".